# 迈松莫日
迈松莫日（法語：Maison-Maugis，法語發音：[mɛzɔ̃ moʒi]）是法国奥恩省的一个旧市镇，位于该省东南部，属于莫尔塔涅欧佩什区。2016年1月1日，迈松莫日和相邻的另外3个市镇合并为新市镇于讷河畔库尔莫日（Cour-Maugis sur Huisne）。

## 地理
迈松莫日（48°27'13"N, 0°42'9"E）面积5.67 平方千米，位于法国诺曼底大区奧恩省，该省份为法国西北部内陆省份，北起顺时针与卡爾瓦多斯省、厄尔省、厄尔-卢瓦省、萨尔特省、马耶讷省和芒什省接壤。
与迈松莫日接壤的市镇（或旧市镇、城区）包括：圣维克托德雷诺、于讷河畔贝卢、于讷河畔库尔莫日、拉沙佩勒蒙利容、科尔邦、库尔瑟罗、于讷河畔圣莫里斯。

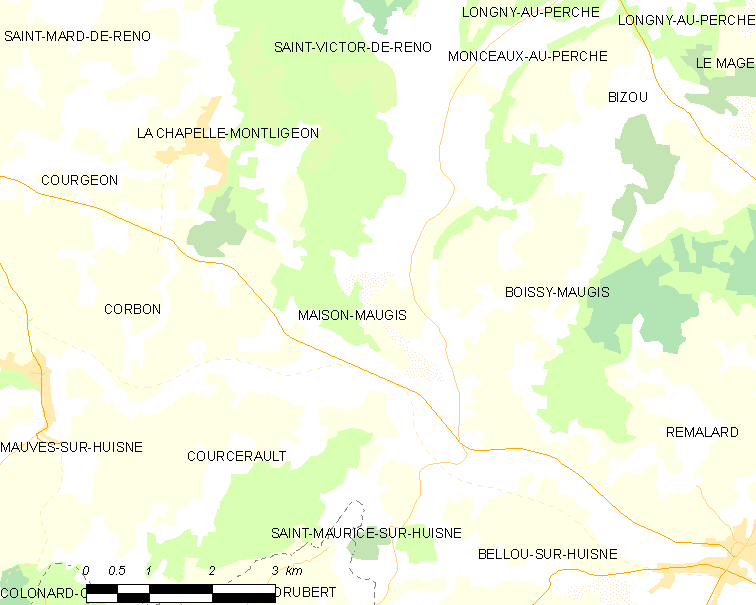
迈松莫日的OSM定位图

迈松莫日的时区为UTC+01:00、UTC+02:00（夏令时）。

## 行政
迈松莫日的邮政编码为61110，INSEE市镇编码为61245。

## 政治
迈松莫日所属的省级选区为布勒通塞勒县。

## 人口

1962-2008年间迈松莫日人口变化图示

迈松莫日于2013时的人口数量为52人。